# Джоши, Нирмала
Нирмала Джоши, Мария Нирмала Джоши, сестра Нирмала (англ. Sister Nirmala, 23 июля 1934 года, Ранчи — 23 июня 2015 года, Калькутта) — вторая после Матери Терезы с 1997 года генеральная настоятельница женской католической монашеской конгрегации «Сёстры — миссионерки любви».

## Биография
Нирмала Джоши родилась в 1934 году в брахманской семье в городе Ранчи, штат Джаркханд, Индия. Её родители происходили от индуистских брахманов из Непала. Отец Нирмалы Джоши служил офицером в индийской армии.
Джоши получила начальное образование у христианских миссионеров в городе Патна, штат Бихар. В возрасте 24 лет, познакомившись с благотворительной деятельностью Матери Терезы, перешла в католицизм. Сестра Нирмала имеет высшее образование в области политологии и работала некоторое время до вступления в конгрегацию «Сестры — миссионерки любви» в качестве адвоката.
В 1976 году Джоши была назначена в конгрегации ответственной за духовную жизнь монахинь и оставалась на этой должности до 1997 года, когда после смерти Матери Терезы была избрана на пост генеральной настоятельницы конгрегации. Расширила охват организации до 134 стран.
25 марта 2009 года Джоши вышла на пенсию и на место генеральной настоятельницы была избрана сестра Мария Према Перик.
Скончалась в Калькутте 23 июня 2015 года от неуточнённого сердечно-сосудистого заболевания.

## Награды
26 января 2009 года сестра Нирмала была награждена за свою благотворительную деятельность правительством Индии орденом Падма Вибхушан.